# Milarépa
Pour les articles homonymes, voir Milarépa (homonymie).
Jetsun (en)
Marpa Gampopa
Rechung Dorjé Drakpa
Jetsün Milarépa (tibétain : རྗེ་བཙུན་མི་ལ་རས་པ ; Wylie : Rje-btsun Mi-la-ras-pa), dit Milarépa (né Mila Thöpaga, 1052-1135), est un magicien, yogi et poète tibétain, devenu un maître de renom du bouddhisme tibétain. C'est, avec Padmasambhava, un des deux grands saints typiques du Tibet.
Il est le disciple et successeur de Marpa le Traducteur (lui-même disciple de Naropa) qui au XIe siècle participa à la deuxième et plus importante diffusion du bouddhisme au Tibet (sarmapa). Milarépa est considéré comme un des principaux maîtres historiques de la tradition Kagyüpa, qui comprend encore aujourd’hui de nombreuses lignées spirituelles dans ce pays. C'est au Tibet le patron des acteurs et des saltimbanques ambulants. Ses disciples les plus célèbres sont Gampopa et Rechung Dorjé Drakpa.
Le Namthar (« Vie de Milarépa ») et le Gourbum (« Cent Mille Chants »), ouvrages hagiographiques aux allures de légendes, content sa vie et son enseignement. Leur importance au sein du bouddhisme tibétain les a fait comparer aux Évangiles.

## Milarépa dans la culture tibétaine
Dans le bouddhisme tibétain, Milarépa est considéré comme un grand yogi, poète et saint du Tibet. Selon certains récits rapportés dans ses biographies, il aurait appris la sorcellerie dans son jeune âge et, par vengeance, utilisé la magie noire à l'encontre de ses ennemis. Pourtant, poussé par le remords, purifié par les épreuves infligées par Marpa dont il demande à devenir le disciple, il réussit, grâce à l'enseignement qui lui est transmis et à sa vie d'anachorète, à atteindre l'éveil. Son parcours inspira de nombreuses personnes au cours des siècles.

## Les sources
Milarépa est principalement connu en Occident au travers des différentes traductions de deux ouvrages réputés : la Vie de Milarépa (1488) et les Cent Mille Chants. Il existe d'autres documents tibétains à valeur historique et biographique auxquels font référence certaines études. Il y a aussi une tradition orale, celle-là même qui débuta au Tibet avec Marpa et son disciple Milarépa, mais il s'agit d'un enseignement spirituel, doctrinal et technique, réputé ésotérique sur lequel les informations sont rares.

### LeNamtharou «Vie de Milarépa»
Le Namthar, « la plus célèbre des Vies de Milarépa », est la principale source scripturale biographique publiée en Occident. Son nom se traduit selon les auteurs par « la vie », « la biographie », « l'histoire d'une vie », « le récit d'une vie ». Son sens exact est « complète réalisation ». Ce texte est parfois aussi nommé Jetsum Kabhum, « Les Cent Mille Mots du Vénérable (Milarépa) », de la même façon les « Cent Mille Chants » ou Gourboum est le titre du recueil de ses poèmes.

#### Contenu
Ce récit concerne principalement l'enfance, la quête spirituelle et la mort de Milarépa. Il n'aborde qu'en un seul chapitre les trente dernières années de sa vie passées à enseigner et qui font l'objet des « Cent Mille Chants ». Le Namthar est divisé en un prologue et deux parties comprenant douze « Grands Actes » ou « Hauts Faits ». Un parallèle est ainsi créé avec le récit de la vie du Bouddha historique. La première partie comprend trois actes : naissance, jeunesse et vengeance. La seconde partie est divisée en neuf actes, sept concernent son repentir, ses épreuves et les « austérités terribles » auxquelles il se livre pour obtenir l'éveil, le huitième donne sous forme d'une énumération les lieux, grottes et ermitages, où, pendant trente ans, il rencontre et convertit ses disciples. Il prépare ainsi le Gourboum. Enfin, le dernier acte, douzième du Namthar et neuvième de la deuxième partie, concerne sa mort et son nirvāna.

#### Caractéristiques et genèse de l'ouvrage
Le texte tibétain est écrit de bout en bout sans structuration, rien ne sépare les questions de disciples des réponses de Milarépa ou des poèmes, rien n'individualise les deux parties ou les douze actes. Les différents traducteurs ont donc incorporé, plus ou moins arbitrairement, des chapitres et une mise en page afin d'en améliorer la lisibilité. Ces chapitres reprennent généralement la division des « Hauts Faits » mais varient d'un auteur à l'autre.
À l'exception du dernier chapitre - la mort - et de l'avant-dernier - annonce du Gourboum - le texte du Namthar est écrit sous la forme du récit de sa vie que fait Milarépa lui-même dans une grotte proche du glacier Lapchi à l'ouest du Tibet près du mont Everest. Le Maitre, ayant déjà accompli l'état de bouddha, est entouré d'un important groupe de disciples, humains et non-humains, et répond aux questions que lui pose son principal élève Retchungpa, narrant de façon « vivante une expérience vécue ». Certains anciens traducteurs de cette œuvre, comme Jacques Bacot et Walter Evans-Wentz, l'ont ainsi tout d'abord considérée comme une authentique autobiographie transcrite par Retchungpa et remontant au XIe siècle.
Les travaux plus récents, telle l'étude « Histoire et Philologie tibétaine » de l'universitaire Ariane Spanien, montrent que le véritable auteur du texte tel que nous le connaissons est en fait Tsang Nyön Heruka (1452 -1507), un moine bouddhiste, maitre de la tradition Kagyüpa qui rédigea aussi la biographie de Marpa le Traducteur. Le Namthar fut donc composé et achevé, sous forme de xylographie, à La-stod Lho en 1488, soit « 365 ans après la mort de Milarépa ».
Pour A. Spanien il ne fait aucun doute que le matériel utilisé pour cette œuvre provient principalement de documents écrits antérieurs que l'auteur du Namthar a remis en forme sous l'influence d'un maître spirituel « apparu en vision pure ». La forme autobiographique serait, quant à elle, une fiction adoptée par Heruka. M.-J. Lamothe, dans son récent travail, suit cette attribution ainsi que l'importance des sources écrites plus anciennes, mais elle laisse toujours entendre que ce travail n'a fait que respecter une autobiographie plus ancienne rédigée par Retchungpa.

#### Valeur
En tant que grand maître de la tradition Kagyüpa, Heruka, en qui certains disciples auraient voulu voir une incarnation de Retchung-pa, a conféré à sa version du Namthar une importance religieuse et mystique qui la distingue des versions antérieures,.
Les différents traducteurs et historiens ont tous fait ressortir l'aspect légendaire et hagiographique de cette vie de Milarépa. Ils ont différemment apprécié la valeur historique de ce document dans certaines de ses parties, laissant parfois au lecteur le choix d'apprécier la véracité des faits qui y sont relatés. L'aspect légendaire, voir mythique, de ce texte et du héros qu'il décrit étant une des caractéristiques souvent mise en avant par les différents auteurs ayant abordé le sujet,,,.

### LeGourboumou les «Cent Mille Chants»
Les Cent Mille Chants constituent un important recueil de poèmes attribués à Milarépa. Les « chants » y sont situés chronologiquement et géographiquement et reliés entre eux par des textes, descriptions ou dialogues. L'ensemble formant soixante-douze chapitres répartis en trois parties où sont décrits les enseignements de Milarépa pendant les trente années que dura sa vie de maitre spirituel. Cet ouvrage est donc le complément biographique direct du Namthar, il vient, chronologiquement, s'intercaler entre le onzième « Grand Acte » et le douzième, la mort.
Plus imposant et moins narratif que le Namthar, cet ouvrage a été aussi moins souvent traduit de façon intégrale. Marie-José Lamothe en a fait en 2006 une traduction française complète depuis le tibétain ; en anglais la traduction de Garma C.C. Chang est souvent citée. Comme pour le Namthar ce texte est présenté en tibétain sans aucune division interne et les traducteurs sont à l'origine de sa mise en forme en différents livres et chapitres avec des choix typographiques mettant en évidence la partie versifiée. Dans les éditions intégrales tibétaines il fait suite au Namthar sans aucune coupure ou séparation.
Les trois parties du Gourboum sont présentées dans l'avant dernier chapitre du Namthar de la façon suivante : « La section qui concerne la soumission des démons non humains. Celle qui raconte comment il [Milarépa] a introduit ses disciples dans la voie de la libération. Et celle qui raconte comment il a tourné la roue de la Loi pour des auditeurs et des disciples en des lieux et des moments variés ».
Le Gour est un poème à refrain, les vers se composent généralement de sept syllabes voisinant parfois avec des vers plus longs. Les rimes, répétitions, assonances et allitérations confèrent aux poèmes un rythme vivant et prenant.
Je me prosterne aux pied du Gracieux Marpa.
Je suis heureux d'avoir rompu les relations avec mes proches, 
D'avoir renoncé à l'attachement au pays ;
Heureux car je suis libéré des devoirs officiels.
Je ne me suis pas chargé des accessoires d'un moine, 
[…]
J'ai interrompu le va-et-vient de l'intellect, 
J'en suis heureux.
[…]
Je suis un yogi qui chante d'allégresse
Et ne souhaite pas d'autre joie.
Si Marpa le Traducteur, son guru, était un savant érudit et mondain, Milarépa lui abandonne tout pour vivre nu, en parfait anachorète, dans les grottes de l'Himalaya. Il néglige et repousse même les spéculations philosophiques pour s'adonner à la seule expérimentation pratique. Dans « Les Chants », les enseignements issus de cette contemplation expriment les bases de la voie tantrique vers l'Éveil. Le Gourboum est ainsi un « texte fondateur tibétain » qui va donner sa doctrine à un courant bouddhique appelé Lignée de transmission orale ou Lignée de la Pratique. Les nouveaux tantras[réf. nécessaire] liés au bouddhisme indien tardif et introduits au Tibet par Marpa et d'autres traducteurs-commentateurs tibétains de textes sanskrits (lotsawas) doivent beaucoup de leur audience à la forme que sut leur conférer Milarépa dans ses chants. Joignant à la mystique des mélodies indiennes le fond culturel de son pays, son œuvre fut adoptée par les saltimbanques et les conteurs errants qui se réclament de sa tradition et en ont fait leur patron, affirmant « qu'ils chantent et dansent selon la tradition donnée par Milarépa dans ses Cent mille chants ».

### Autres sources
Gampopa, disciple de Milarépa, composa une des premières biographies. D'autres biographies anciennes de Milarépa et de Réchungpa son disciple, dont plusieurs étaient considérées comme perdues, ont été retrouvées ces dernières années, ainsi celles des lamas Donmo Ripa (XIIIe siècle), Gyaltangpa Dechen Dorjé (XIIIe siècle), Montsepa Kunga Palden, Zhang Yudrakpa Tsöndru Drakpa (1123-1193) et du 3e Karmapa (1284-1339),,. Écrit quelques années avant le Namthar par Gö Lotsāwa Zhönnu Pel, The Blue Annals, document exhaustif à valeur historique, contient aussi une biographie courte et complète de Milarépa.
Mis à part The Blue Annals ces documents ne semblent pas avoir de versions traduites publiées.

## Biographie

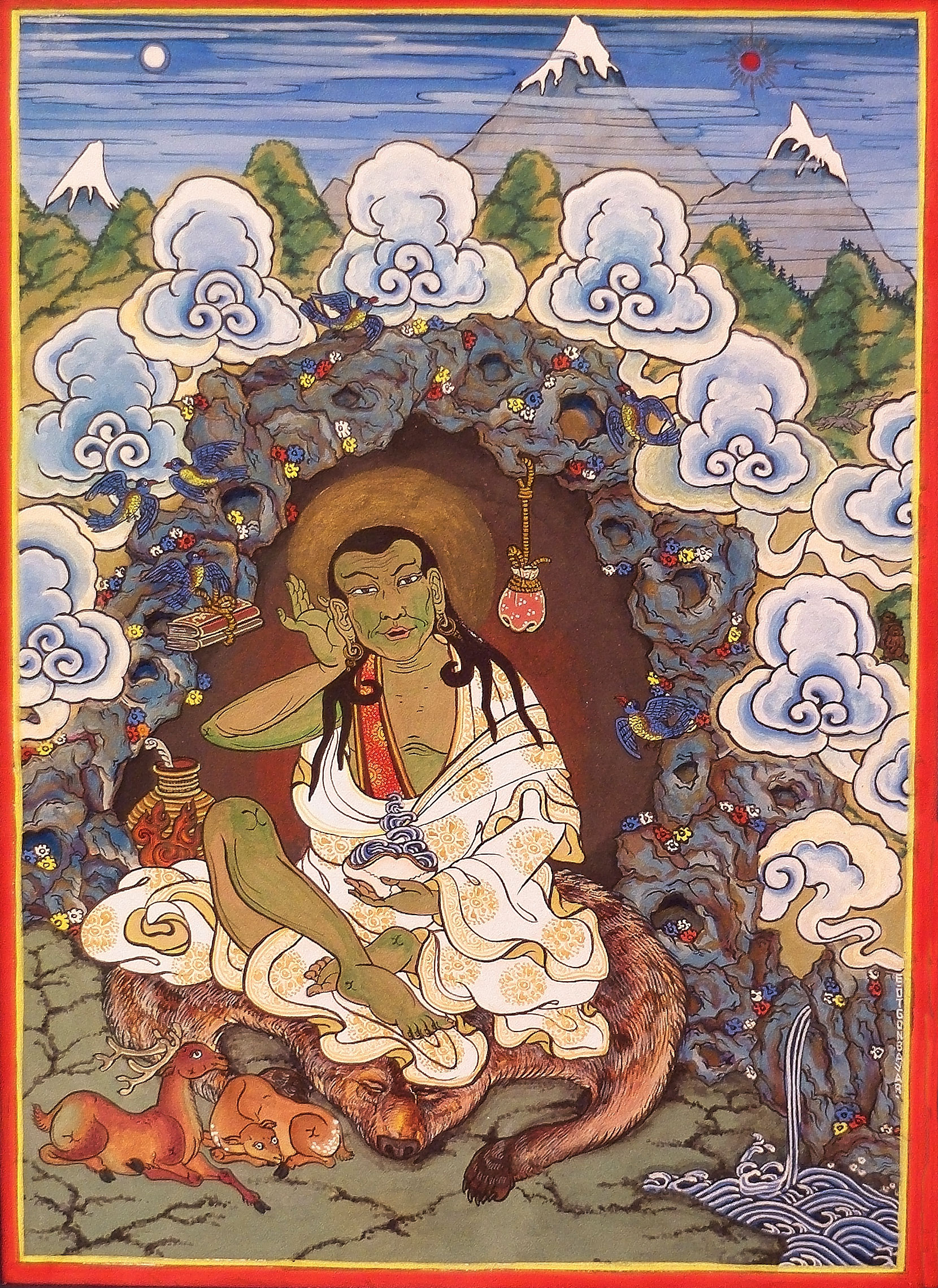
Milarepa, 2008 Otgonbayar Ershuu.

### Origine familiale
Dans son ouvrage La Civilisation tibétaine, Rolf A. Stein écrit que l'ancêtre de Milarépa était un sorcier d'une tribu d'éleveurs du Nord du Tibet. Ayant guéri un malade possédé d'un démon (mi-la) particulièrement revêche, sa famille pris dès lors le nom de Mila. Mais sa fortune, assurée par sa réputation et ses guérisons, fut dilapidée par son fils (grand-père de Milarépa) dans un duel au jeu de dés où il perdit tous les biens familiaux. Le père et le fils partirent alors à la frontière du Népal où l'exorcisme, pour l'un, et le commerce de la laine, pour l'autre, leur permirent de reconstituer leur richesse. Le fils épousa là une fille de bonne famille, acheta un grand champ, réaménagea une maison en château, et maria son fils (le père de Milarépa) à une fille du clan noble de Myang.

### Enfance et adolescence
Selon ces sources, Milarépa serait né de Mila Sherab Gyaltsen, son père, et Nyangtsa Kargyen, sa mère, dans le village de Kya Ngatsa de la région de Gungthang à l'ouest du Tibet, près du Népal, dans une famille noble et fortunée du clan de Khyungpo. Nommé Mila Thöpaga (« celui qu'on écoute avec joie », Mila étant un nom associé à sa lignée familiale). Il aurait eu une sœur nommée Peta Gonkaj.
Alors que Thöpaga n'avait que sept ans, son père serait mort de maladie et les propriétés de la famille confiées à un oncle et une tante, à charge pour eux de les restituer au jeune homme à sa majorité. Mais ceux-ci se les seraient appropriées, réduisant Thöpaga, sa mère et sa sœur à l'état de domestiques, et auraient maltraité ces derniers. Sa mère, malgré sa pauvreté, aurait organisé une réception où elle aurait demandé publiquement la restitution de leurs biens, mais aurait fini humiliée par l'oncle et la tante. Elle aurait alors décidé de chercher vengeance en envoyant son fils à Yarloung, dans la province de Tsang, pour apprendre la magie noire auprès d'un sorcier bön expert, jurant à l'adolescent Thöpaga que s'il ne réussissait pas à devenir un puissant sorcier, elle se suiciderait sous ses yeux :
གལ་ཏེ་བུ་ཁྱོད་ཀྱིས་ཡུལ་དུ་མཐུའི་རྟགས་མ་ཐོབ་པར་ལོག་བྱུང་ན།
« Mon fils, si tu reviens au pays sans avoir acquis de signe de magie,
ང་མ་རྒན་ཁྱེར་རང་གི་མདུན་དུ་ལྕེབས་ནས་ཤི་སྡོད་དོ་ཟེར།
alors moi, ta vieille mère, je me suiciderai et mourrai devant toi », dit-elle.
Après plus d'une année d'apprentissage, Thöpaga, lors de la fête de mariage du fils ainé de l'oncle, aurait provoqué l'effondrement de leur maison en visualisant des serpents et des scorpions poussant les piliers de la demeure, causant ainsi la mort de 35 personnes – seuls l’oncle et la tante auraient été épargnés –, et déclenchant un orage de grêle qui aurait détruit le village et les champs d’orge de ses ennemis, à l’exception de la maison et du petit champ de sa mère. Il aurait finalement dû s'enfuir loin du village pour échapper à la vindicte des habitants, sans plus pouvoir revoir sa mère de son vivant.

### La recherche du maître
Thöpaga aurait éprouvé des remords d'avoir causé tant de malheur et de destruction. Ne mangeant plus, ne dormant plus et n'ayant plus de goût à la vie ordinaire, il aurait alors recherché un maître bouddhiste capable de l'aider à transformer le karma négatif qu'il avait accumulé. Il serait devenu disciple d'un maître Nyingmapa appelé Lama Rongtön qui, pensant qu'il avait des affinités avec Marpa, l'aurait envoyé voir ce traducteur tibétain dans le Lhodrak. Marpa avait rapporté d'Inde au péril de sa vie, puis traduit, les enseignements du maître indien Naropa (1016-1100), eux-mêmes transmis par le sage indien Tilopa (988-1069).

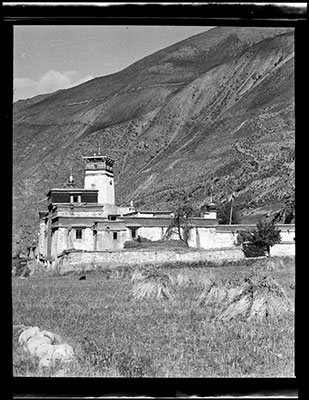
Tour de Milarépa de neuf étages, dans le Lhodrak en 1950.

Marpa aurait eu l'intuition qu'il avait affaire à un être au destin exceptionnel qui deviendrait son successeur. Il n'en aurait cependant rien montré et, connaissant les méfaits passés de Milarépa (Thöpaga) et selon une méthode d'enseignement traditionnelle, il aurait d'abord testé la volonté de son élève et cherché à le purifier de ses crimes passés. Ainsi, il aurait imposé à Milarépa des épreuves considérables afin de le préparer à recevoir les instructions et enseignements ultérieurs. Le test le plus connu aurait consisté à lui demander de construire seul différentes tours en pierre, de formes variées (ronde, carrée, triangulaire…) et lui reprocher à chaque fois un défaut dans la construction, ordonner de détruire l'ouvrage et de remettre les pierres à leur place d'origine, pour recommencer ensuite. Pendant cet ouvrage, Marpa aurait continué à enseigner à ses élèves, excluant Milarépa. Celui-ci aurait tenté d'obtenir des enseignements auprès d'un autre maître, et de Dagméma, l'épouse de Marpa, etc., tout cela en vain, Marpa refusant toujours de lui enseigner. Milarépa aurait alors décidé d'en finir avec sa vie de misérable et aurait songé au suicide. Marpa l'aurait arrêté au dernier moment : il aurait considéré que Milarépa avait purgé toutes ses fautes et était désormais apte à recevoir son enseignement.
Nourri et logé par Marpa, il aurait reçu de lui le mandala de Chakrasamvara, l’abhisheka d’Hevajra, de Mahamaya, de Buddhakapala et de Guhyasamaja, et aurait obtenu son nom de pratiquant tantrique, Hasavajra (« Glorieux Vajra rieur »), avant de partir en retraite solitaire afin d’apaiser son esprit. Après quelques années auprès de Marpa, alors que ce dernier et sa femme seraient devenus comme des parents pour Milarépa, il serait parti après un festin sacré, avec un rouleau, un texte sur le toumo, et le manteau de Naropa, symbolisant que Milarépa est désormais le détenteur de la lignée Kagyü.

### La retraite

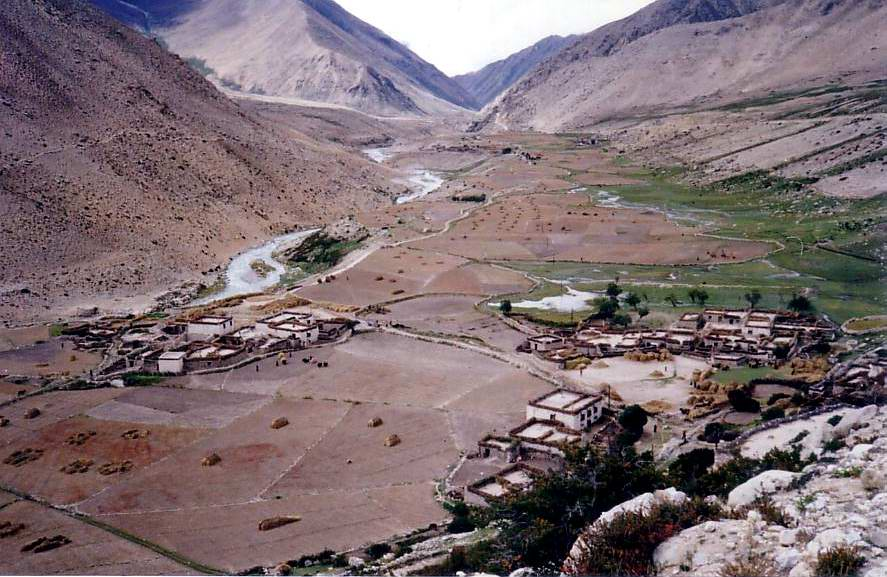
Vue depuis la grotte de Milarépa (Pelgyeling Gompa).

Selon la légende, de retour chez lui, Milarépa aurait retrouvé le squelette abandonné de sa mère gisant au milieu de décombres de la maison en ruine, et sa tante l’aurait considéré comme la honte de la famille, lui jetant des pierres. Milarépa aurait alors passé plusieurs années en retraite méditative dans la région de Lapchi.
Milarépa aurait pratiqué la méditation pendant de nombreuses années dans le plus grand isolement dans des grottes de haute montagne jusqu'à maîtriser les transmissions qu'il avait reçues. Il y aurait vécu ainsi dans le dénuement le plus total, ne portant qu'un léger vêtement de coton (d'où son nom de Milarépa, Mila le « répa » ou Mila le yogi vêtu de coton) et ne se nourrissait que d'orties de l'Himalaya, à tel point - nous dit la tradition - que son corps aurait pris une teinte verte ainsi qu'on le voit sur de nombreuses peintures. Il aurait alors lu le document écrit par son maître Marpa, comportant des instructions sur la méditation et lui enjoignant d'avoir une bonne alimentation et à ne pas exagérer son ascèse. Il aurait ensuite suivi les conseils de son maître et sa méditation atteignit un stade d'accomplissement complet.

### L'enseignement

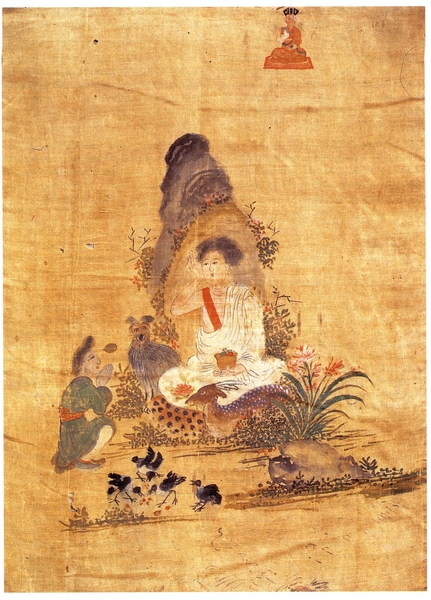
Milarépa assis à l'extérieur d'une grotte de montagne, par le 10e karmapa, 1613, Tibet Museum - Fondation Alain Bordier à Gruyères (Fribourg), en Suisse.

C'est à la suite des pouvoirs et acquis spirituels de sa méditation prolongée qu'il aurait commencé à enseigner avant de devenir populaire grâce aux chants poétiques, Les Cent Mille Chants de Milarépa dont il est dit qu'ils contiennent l'essence de son enseignement.
On lui attribue de nombreux disciples célèbres. Parmi eux, le moine Gampopa, détenteur suivant dans la lignée. Au même titre que Rechung Dorjé Drakpa, Milarépa lui aurait transmis les enseignements qu'il avait reçus de Marpa. Rechung Dorjé Drakpa aurait reçu les cinq enseignements du cycle des dakinis du siddha Tipoupa, puis poursuivit la tradition des yogis laïcs tandis que Gampopa fonda l'école kagyüpa du bouddhisme tibétain.

### Mort
Selon ces récits, Milarépa serait mort empoisonné par Tsaphuwa, un lama jaloux, à l'âge de huitante-quatre ans à Chuwar où, vers la fin des années 1620, le 10e karmapa fonda un centre de méditation dénommé Chuwar Gompa. Prenant conscience que Milarépa était parfaitement conscient de l’affaire, Tsaphuwa aurait compris l’absurdité et l’horreur de son acte et aurait pris à cœur de pratiquer correctement par la suite.

## Postérité

### Enseignement
Selon l'historien tibétain du XVe siècle Gö Lotsawa, la vie de Milarépa aurait été utilisée dans les centres d'enseignement Phagmodru au Tibet central au milieu du XIIe siècle, quelques dizaines d'années après sa mort.
Parmi les principaux disciples de Milarépa, c'est à Gampopa que fut confiée la transmission complète Kagyüpa.
Selon Changling Rinpoche, Milarépa aurait écrit, non pas sous la forme de chants, des enseignements sur le mahamudra à l'attention de Rechungpa. Ces enseignements ne sont pas encore traduits.

### Reliques

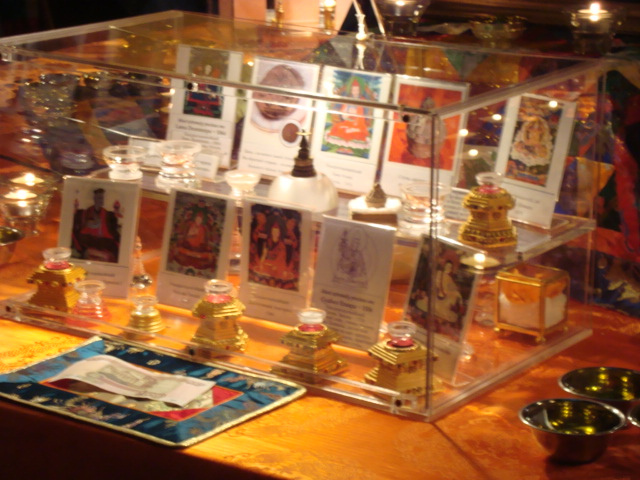
Reliques de Milarépa.

Il n'y a aucune relique disponible à ce jour de Milarépa ; la biographie Jetsun-Kahbum transmise par son second disciple Rechungpa, témoigne comment il n'a laissé qu'un sucre se renouvelant constamment comme dernière et seule trace de sa présence après sa mort, au grand désespoir de tous ses disciples.

## Milarépa et autres figures religieuses
Divers auteurs ont rapproché le parcours de Milarépa de celui de Jésus-Christ,,,. Pour certains bouddhistes, l'histoire de Milarépa revêt la même importance que le Nouveau Testament pour des chrétiens.

## Dans la culture
- Sous le titre Milarépa, les éditions Maeght ont produit une édition bibliophilique de ses textes traduits par Jacques Bacot, enrichie de gravures et eaux-fortes originales de Georges Braque et Jean Signovert (1950).
- Sa vie a fait l'objet en 1974 d'une adaptation cinématographique, intitulée Milarépa, par Liliana Cavani.
- En 2006 est sortie l'adaptation de Milarépa : La Voie du bonheur (Milarepa), par le réalisateur tibétain Neten Chokling[63].
- Milarépa est cité dans la bande dessinée de Cosey, parue en 1981 : Kate, tome 7 de la série Jonathan (Éd. du Lombard).
- Milarépa a inspiré le poète tibétain Jangbu dans son poème « Question », paru en 2012 dans le recueil Le Hachoir invisible (Éd. Oreille du Loup).
- Milarepa est le titre d'un roman d'Éric-Emmanuel Schmitt paru en 1997 et qui fut depuis adapté au théâtre.
- Des éléments de la vie de Milarépa sont repris dans la bande dessinée Le Lama blanc, publiée en six tomes chez les Humanoïdes Associés. Cette BD est l'œuvre d'Alejandro Jodorowsky et Georges Bess.
- Lama Gyourmé chante un chant de Milarépa dans son disque Chants pour la Paix (2011).
- Loten Namling a chanté des chansons de Milarépa[64].
- La compositrice Éliane Radigue a réalisé une série d'oeuvres consacrées au yogi tibétain : Songs of Milarepa (1983, 1998) et Jetsun Mila (1987).

#### Œuvres de Milarépa et biographies anciennes
- (Tsang Nyön Heruka), (trad. Jacques Bacot), Milarépa : Ses méfaits, ses épreuves, son illumination, (1488), Paris, Fayard, 1971 (1re éd. 1925), 270 p. (ISBN 978-2213000961, présentation en ligne)
- (Tsang Nyön Heruka), Evans-Wentz « éditeur » (trad. du Tibétain : Lama Kazi Dawa Samdup, pour la traduction française : Roland Ryser), Milarépa ou Jetsun-Kahbum. Vie de Jetsün Milarépa : avec introduction et commentaires, (1488), Paris, Librairie d'Amérique et d'Orient, 1975 (1re éd. 1928 pour l'édition anglaise), 363 p. (ISBN 2720010340, présentation en ligne)
- (en) Gö Lotsāwa Zhönnu Pel (trad. George N. Roerich), The Blues Annals, Delhi, Motilal Banarsidass Publishers PVT. LTD, 2007, 1276 p. (ISBN 9788120804715, lire en ligne)
- (en) Garma C. C. Chang, The Hundred Thousand Songs of Milarepa: The Life-Story and Teaching of the Greatest Poet-Saint Ever to Appear in the History of Buddhism, Boulder, Colorado, Shambala publications Inc, 1962 (ISBN 0 87773 096 2, présentation en ligne, lire en ligne)
- Milarépa (trad. Marie-José Lamothe), Œuvres complètes : La vie, Les cent mille chants, suivi de « Dans les pas de Milarépa » de Marie-José Lamothe, Paris, Fayard, 2006, 1140 p., numérique .epub (ASIN B005OKRTNM)
- Marpa le Traducteur (trad. Lydie Rakower - Comité de traduction Rimay Lotsawa -), Tilopa vie et chants, 03160 Ygrande, Éditions Yogi ling, 2010, 144 p. (ISBN 2 911417 11 9)
- Tsang Nyön Heruka, La Vie de Marpa le « Traducteur » : Extraits et résumés d'après l'édition xylographique tibétaine, (1505), Paris, Librairie orientaliste Paul Geuthner, 1982 (1re éd. 1937), 116 p. (ISBN 2 7053 0182 8)

#### Études sur Milarépa
- Rolf Alfred Stein, La Civilisation tibétaine, Paris, L'Asiathèque, 2011 (1re éd. 1962), 416 p. (ISBN 978-2360570065, présentation en ligne)
- Ariane Macdonald, « Histoire et philologie tibétaines », École pratique des hautes études. 4e section, sciences historiques et philologiques. Annuaire 1969-1970,‎ 1970, p. 667-670 (lire en ligne, consulté le 27 juillet 2012)
- Ariane Spanien, « Histoire et philologie tibétaines », École pratique des hautes études. 4e section, sciences historiques et philologiques. Livret 1, Paris, Sorbonne,‎ 1982, p. 247-250 (lire en ligne, consulté le 9 aout 2012)Rapports sur les conférences des années 1978-1979 1979-1980 1980-1981.
- Pascale Dolfus, « Peintures tibétaines de la vie de Mi-la-ras-pa », Arts asiatiques, vol. 46,‎ 1991, p. 50-71 (lire en ligne, consulté le 13 aout 2012)
- Fabrice Midal, La pratique de l’éveil de Tilopa à Trungpa : L’école Kagyü du bouddhisme tibétain, Paris, Éditions du Seuil, coll. « Points Sagesses », 1997, 174 p. (ISBN 978-2-02023-673-7), p. 84–96